# Jaakko Fredrik Lagervall
Jaakko Fredrik Lagervall (Kontiolahti, 1787 – Helsinki, 1865) è stato uno scrittore finlandese.
Sulla falsariga del Macbeth di William Shakespeare scrisse nel 1834 Ruunulinnan, la prima tragedia della storia in lingua finlandese.